# 軍艦行進曲
『軍艦行進曲』（ぐんかんこうしんきょく、英語：Warship March, March “Man-of-war”）または行進曲「軍艦」は、鳥山啓作詞、瀬戸口藤吉作曲の海軍軍歌「軍艦」に、大伴氏言立、東儀季芳作曲の「海行かば」をトリオに加え行進曲として成立した。大日本帝国海軍および海上自衛隊における公式行進曲であり、一般に「軍艦マーチ」として広く知られている。また、ミャンマー国軍の公式軍歌としても採用されている。

## 解説

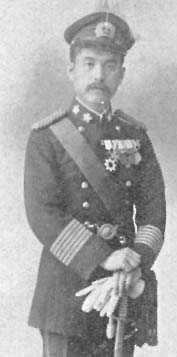
海軍時代の瀬戸口

1893年（明治26年）鳥山啓作詞の「軍艦」（初出からこの曲名、一部文献に此の城とあるも事実無根）に曲を付けて軍歌とし、その後、1897年（明治30年）頃に、准士官相当官の軍楽師だった瀬戸口藤吉が新たに作曲し、1900年（明治33年）に「軍艦行進曲」として誕生した（この当時、軍楽科の最高階級は軍楽師であった。昭和18年には軍楽少佐までの階級が設けられた。）。
初演は、同年4月、戦艦富士乗組の軍楽隊によって行われたが、民間も含め広く演奏されるようになったのは1910年（明治43年）に妹尾楽譜店から楽譜が出版された以降である。1941年（昭和16年）12月8日の日米開戦時にも繰り返しラジオから流された。海軍省の制定行進曲であり、海上自衛隊でも、海上幕僚監部通達により儀礼曲の一として「軍艦行進曲」の名称で制定されており、進水式や出港式典などで奏楽されている他、観閲行進曲として奏楽されている。
軍艦マーチの著作権は、長らく日本ポリドール蓄音機会社にあったが、1938年1月10日、同社は私有すべきではないとして海軍に献納した。戦後の権利者は不明であるが、いずれにせよ瀬戸口の死後50年経過した1991年に著作権の保護期間は終了、パブリックドメインになっている。

## 歌詞
1. 守るも攻むるも黑鐵の
浮󠄁かべる城ぞ賴みなる
浮󠄁かべるその城日の本の
皇國の四方を守るべし
眞鐵のその艦日の本に
仇なす國を攻めよかし
2. 石炭󠄁の煙󠄁は大洋の
龍󠄂かとばかり靡くなり
彈擊つ響󠄃きは雷の
聲かとばかり響󠄃むなり
萬里の波濤を乘り越えて
皇國の光輝かせ

## 演奏
- 当初は変ロ長調で作曲されていたが、のちにヘ長調へ変更されており、作曲者自筆の合唱譜もヘ長調である。なお、明治43年に出版されたピアノピースではトリオの指使いをしやすくためか、下記のようにト長調とした[2]。
- 初期では、"演奏→1番→海ゆかば→2番"という順で歌われたが、現在では、"1番→2番→海ゆかば→演奏"というのが一般的である。
- また、トリオ部の「海行かば」が歌われない場合、間奏が長いこともある。

## 変遷
当初は変ロ長調であったが、音が高すぎて（男性の軍人が）歌うのが難しかったためト長調に編曲され、さらに大正時代末期にはヘ長調へと改訂され、現在の曲となった。戦前は主旋律は4回流れることが多かったが、現在では3回とされている。
海軍では改訂されるごとに演奏を変えていたが、陸軍では海軍から供与された古い楽譜を長い間使用していたため、同時期であっても海軍と陸軍とではやや違った演奏で録音されている。また、昭和初期の電気録音開始以後の民間軍楽団などによる録音などでも、依然古い楽譜で演奏しているものも多い。
現在では海上自衛隊の儀礼曲に指定され、「儀礼曲の統一についての通達」によって

1. 観閲式における観閲行進の場合
2. 自衛艦旗授与式における乗組員乗艦の場合
3. 自衛艦命名式における進水の場合
4. その他必要と認められる場合

に演奏することとされている。

## 使用
- 近年は少ないが、戦後から長らくパチンコ店の定番BGMとして使われている。1951年（昭和26年）春に、東京・有楽町のパチンコ店の拡声器から軍艦行進曲が大音量で流れ出した。丸の内署の巡査が経営者を米軍憲兵隊(MP)本部へ連行し、係官にレコードを聴かせたところ「（歌詞のない）音楽だから問題ない」と了承した。谷村政次郎は、これが軍艦行進曲がパチンコ店から流れるきっかけになったようだとしている[6]。当時は他にも大阪のストリップ劇場で開始時の音楽になっていたりした[7]。1980年代まではパチンコ店のCMのBGMとしても使用された。また、北電子発売のジャグラーシリーズ（『アイムジャグラーEX』他）では、自力でビッグボーナスの1G連を引き当てた際など、特定のゲーム数で成立したビッグボーナス中のBGMとして使われている（ビッグボーナス中の払い出し音は、かつてパチンコ店で行われていた「ジャンジャンバリバリ」のアナウンスになる）。
- ミャンマー軍では軍艦行進曲の曲を流用した軍歌である「ဗမာတို့ရဲ့ တပ်မတော်」（ビルマ・ドゥーイェ・タッマドゥ、Myanmar Tot Ya Tatmadaw）を使用しており、軍が運営するテレビ局の朝の開始音楽にも採用されている。大東亜戦争（太平洋戦争）末期、日本で教育を受けたアウンサン将軍以下「三十人志士」を中心にビルマ軍は創設されたが、日本軍による教育はすべて日本語であり、その際に多くの日本の軍歌を覚えたうち一番人気が「軍艦」のメロディーだったといわれる。このため、この曲にミャンマー語の歌詞を付け、未だに歌われているほか、首都ネピドーにある世界最大規模の敷地面積の軍事博物館内にBGMとしてこの「軍艦」と「愛馬進軍歌」が常に流されている[2]。
- 台湾や東南アジアではこの曲の知名度も高く、CMのBGMなどとしても使用されたことがある。一方、中華人民共和国や大韓民国などでは公の場所でこの曲を歌ったり流したりした場合は他の日本の軍歌同様、非難の対象となるが、2005年には広州の幼稚園で知らずに毎朝流していたことが報じられた。
- 1983年（昭和58年）には、時の内閣総理大臣である中曽根康弘が訪米した際、中曽根が大日本帝国海軍主計少佐出身であることからアメリカ海軍軍楽隊がこの曲を演奏して歓迎した。
- 映画監督の古澤憲吾は「古澤といえば軍艦マーチ」と言われるほどこの曲を好み、数多くの作品で挿入曲として使用している（團伊玖磨によってアレンジが加えられた、テンポの速いものが多用された）。そのため、クレージー映画で共に仕事をした脚本家の笠原良三から「そんなにパチンコが好きなのか?」とからかわれたこともある。本人曰く「特に気にしてないんだけど、なんかそうなっちゃうんだ」とのこと[要出典]。
- 作曲家の池野成は、特撮映画『電送人間』（監督：福田純）で音楽を担当した際、ジャズアレンジを加えた軍艦マーチを挿入曲として提供している。
- 西崎義展の作品では『ワンサくん』の第22話や『宇宙戦艦ヤマト』の再放送版第2話で使用されている。
- アニメ『サザエさん』第3回のAパート（1969年10月19日放送）「お医者さんの巻」で、虫歯にかかったサザエが歯科に行こうとする場面で流された。
- 『ドラえもん』のてんとう虫コミックス14巻『ラジコン大海戦』の中で2番が使われている。ラジコンの戦艦大和が登場し軍艦行進曲を流しながら進むようになっていた。
- アクション映画『暴走パニック 大激突』では、終盤の銀行強盗シーンで流されている。
- 大日本プロレスの会長であるプロレスラー・グレート小鹿のテーマ曲として、リングインの際に場内にかかる。
- アニメ映画『火垂るの墓』で、防空壕内で蛍を飛ばした際に、帝国海軍の観艦式の幻想が登場しているが、そのバックが軍艦行進曲である。
- タイトーから発売されたファミリーコンピュータ用ソフト『たけしの挑戦状』ではパチンコ店のBGMとして使われている。
- コナミから発売されたパロディウスだ! 〜神話からお笑いへ〜ではパチンコを模した6面のBGMとして使われている。またこのバージョンがパチンコ番組や「パチンコ」をイメージする場面のBGMで使われることがある。
- アニメ「名探偵ホームズ」の劇場版「海底の財宝」で軍艦マーチがそのまま使われている一方、テレビ版「海底の財宝」の同じ場面では別のBGMとなっている。またテレビ版第24話「聞け! モリアーティ讃歌」において、替え歌が歌われている。
- 1947年台湾で起きた二・二八事件で放送局を占拠した群衆が「軍艦マーチ」を流して蜂起を呼びかけた。
- 2014年6月27日、中国上海市閘北区の震旦外国語幼稚園の卒園式で使用され、園児らが小太鼓を叩きながら軍艦マーチに合わせて舞台で踊った。担当教員は曲の背景を知らずに偶然インターネット上で見つけ、曲のリズム感を気に入り使用していたと人民網が9月11日に伝えた。区の教育局は緊急会議を開き、園長及び担当教員に対し厳しい処分を決めた。さらに関係者に対し愛国教育の強化や政治意識を高めるよう指示した。幼稚園児らは、この曲を非常に気にいっていたという[8][9]。
- 海上自衛隊の音楽隊のコンサートにおいて、アンコール曲としてしばしば演奏される。
- 岩手県北上市と西和賀町に所在するスーパーマーケット「スーパーオセン」では、店内BGMとして流されている[10]。
- テレビバラエティ番組『みごろ!食べごろ!笑いごろ!』で、ベンジャミン伊東（伊東四朗）率いる「電線軍団」が入場する際に使用、後継として、ミスベンジャミン（鶴間エリ）率いる「バックアップ軍団」が入場する際にも使用された。
- 日本の造船所では自衛艦だけでなく民間の船舶の進水式においてもこの曲が流れる場合もある。
- 1942年公開の映画『ハワイ・マレー沖海戦』のラストで、戦艦長門や陸奥などが主砲を撃つ実写シーンに合わせてこの曲が繰り返し演奏された。
- 1941年12月10日に起きたマレー沖海戦の大勝利を受けて、海戦当日に発表された『英国東洋艦隊潰滅』の1番と2番の間奏にこの曲が演奏された。

## 行進曲軍艦の碑

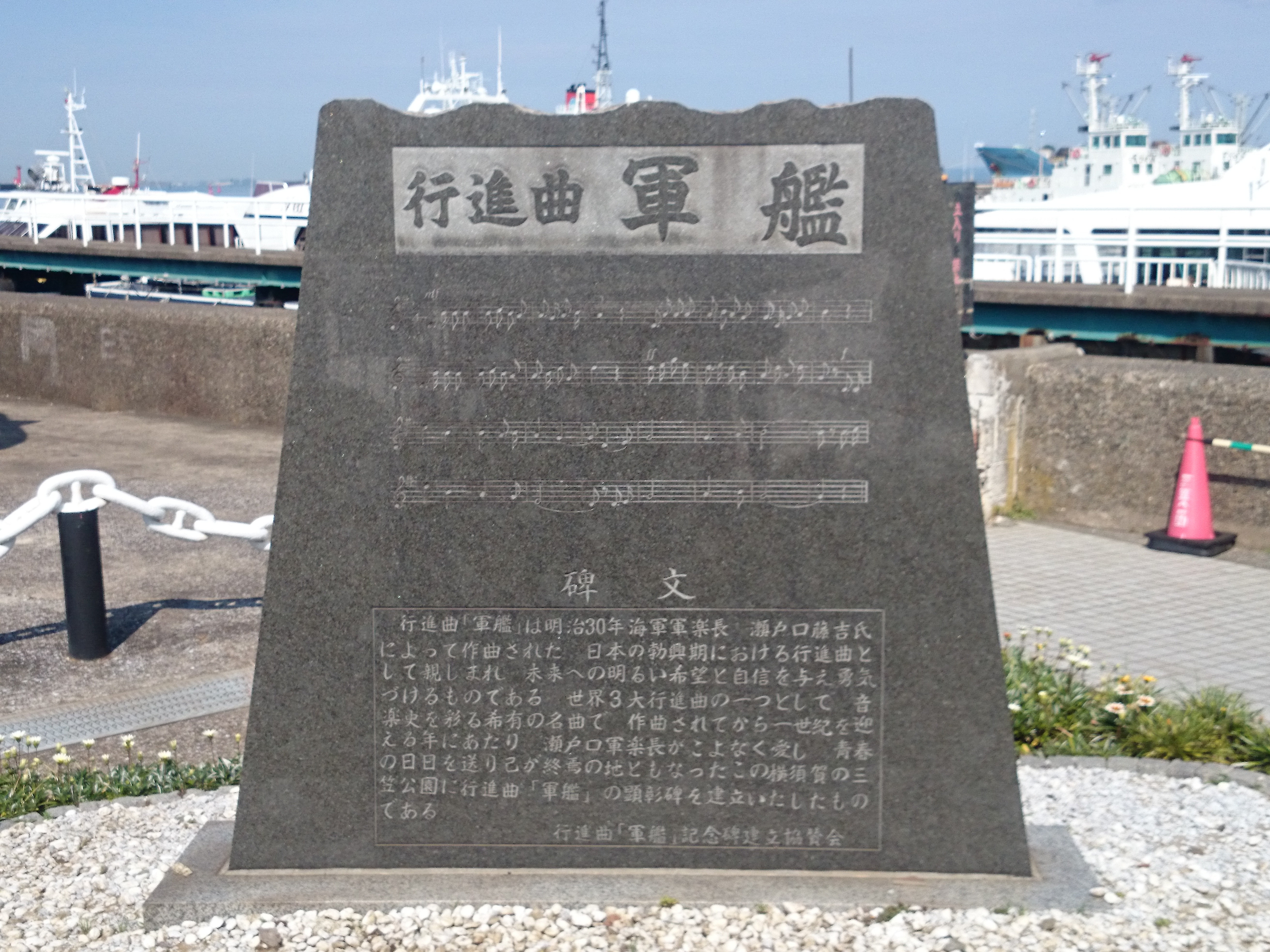
行進曲軍艦の碑（三笠公園）

市民団体の手で「行進曲軍艦の碑」が1996年（平成8年）に建立された。神奈川県横須賀市三笠公園・記念艦三笠。片面に旋律、反対側に歌詞が記されている。旋律はト長調で記譜されている。
記念碑建立の際、市長の設置許可書はおりていたが、歌詞の内容が「好戦的」との理由で、横須賀市公園管理課の担当職員の一人が難色を示し、記念碑の除幕式の際は、職員の独断で、人目に触れないよう歌詞部分は黒のビニールで覆い隠された。またその後、歌詞の部分が何者かによりコンクリートで塗りつぶされる事件があった。その後有志によりこの歌碑は修復され、現在は歌詞が記載されたものになっているという。

## バリエーション
- 中間の、「海行かば」を「雪の進軍」に差し替えた歌がある。2台のピアノのための軍艦マーチによるパラフレーズ（中田喜直編曲）など。
- 海ゆかばの以下の歌詞が2曲目のあとに入った、合唱バージョンも存在する。この歌詞は，旧陸海軍の将官，海軍の司令官たる大佐，外国駐在の大使・公使に公式敬礼するときの儀礼曲であり，軍艦行進曲のトリオで演奏される曲である。

海行かば 水漬（みづ）く屍（かばね） 山行かば 草生（くさむ）す屍　大君（おおきみ）の  辺（へ）にこそ死なめ長閑（のど）には死なじ
- 一般によく知られている「かへりみはせじ」の方の海ゆかばの歌詞を入れた録音も存在するが、間奏に使用されている海ゆかばのメロディーは前者の海軍制式のものであり、こちらの歌詞を使うのは誤りである。

## 替え歌・変奏
- 北海道大学恵迪寮の明治40年度（1907年度）寮歌「一帯ゆるき」の前半部の旋律は「軍艦」と同じである。
- 岩手県立盛岡第一高等学校の校歌は、行進曲「軍艦」の旋律と同じである。旧制盛岡中学校時代に、宮沢賢治や石川啄木等の文化人の他、米内光政や及川古志郎の海軍軍人も輩出している同校は、昭和43年（1968年）の第50回全国高校野球選手権大会で徳島県代表の鴨島商業高等学校に勝ち、阪神甲子園球場に行進曲「軍艦」が流れた。実際には、旋律は同じだが、この校歌の方はもっとテンポが遅く、さらに長い間の口伝によりメロディーが若干変化しており、軍艦行進曲と同じものであると判別するのは難しい。
- 前奏に合わせて「じゃんじゃんジャガイモサツマイモ」という歌い出しが付くものもある。漫画『はだしのゲン』などに用例が見られる。
- 『行け! グリーンマン』の挿入歌に軍艦行進曲の替え歌の「グリーンマンマーチ（作詞：藤公之介、編曲：ボブ佐久間、歌：仲とも吉）」が使われた。
- 『ワンサくん』第22話「ママにあいたい!! その1」で、ワンサを始めとする小犬達が「家出」をする時、この替え歌が使われた。
- 『オールスター親子で勝負!』で、最初の半年だけ、出場ペアが登場した時に意気込みを「軍艦行進曲」の替え歌で歌っていた。但し「軍艦行進曲」自体は番組のテーマ曲として最後まで使われた。
- 元祖天才バカボン「バイオリンでゲゲゲのゲなのだ」で、替え歌が使われた。
- 仮面ライダー (スカイライダー)の劇中で、コメディリリーフ役の「がんがんじい」が、替え歌の「がんがんマーチ」を自ら歌いながら登場する。ただし歌詞はほとんど「がんがん」。

- 杉ちゃん&鉄平のアルバム『マジカル・ミステリー・クラシック』にはボサノババージョンにアレンジした軍艦マーチ（『NAVY BOSSA』）が収録されている。
- 白木みのるの「あゝ修身」にはイントロに軍艦行進曲のメロディが挿入されている。
- 間寛平の「ひらけ!チューリップ」には唄の始めと終わりにパチンコ屋のBGMとして軍艦マーチが使われている。唄い出しは、「軍艦マーチに誘われて」

出典のない替え歌については、ノートに記載してください。

## 記録物

### 海上自衛隊東京音楽隊の演奏と使用楽譜
- 海上自衛隊東京音楽隊公式サイト[1]（トップページ > ギャラリー > ダウンロード > 行進曲「軍艦」　楽譜＆音源 > 行進曲「軍艦」について [2]）

### 楽譜
- 吹奏楽版（音楽之友社、絶版）
- 吹奏楽版（三戸知章･瀬戸口晃 編曲）（共同音楽出版社、絶版）
※昭和30年代前半の共同音楽出版社のバンド楽譜のカバーには、「共同版だけが標準本格編曲であります」との広告が載っているものもある。また、「第一テーマ第四小節の下降スケールは（中略）クラリネットでやったりすると聴衆の失笑を買いバンドが軽べつされます」や「トリオの変奏は、絶対にコルネットが吹かなくてはなりません。（中略）コルネットで、これができないバンドで、無理にごまかしの演奏をするほどなら「軍艦行進曲」は演奏しない方がよいと思います」との厳しいメッセージも書かれている。
- 吹奏楽版（和田直也 編曲）（TRN Music [米]）

### レコード
- 『実用レコードシリーズ［行進］　「軍艦行進曲」』（作曲：瀬戸口藤吉、指揮：斉藤徳三郎、演奏：陸上自衛隊中央音楽隊）コロムビアレコードGAー7（GAー7B）1975年9月制作

### CD
- 『永久保存盤 軍艦マーチのすべて』（キングレコード、1998/04/24発売）
- ZENITHRASH『GENUINE PRESTIGE〜誠たる誉れ〜』（TLMRC-003）
- 海上自衛隊東京音楽隊 - アルバム『コンクール自由曲ベストアルバム3 「マードックからの最後の手紙/マ・メール・ロワ」』（フォスターミュージック 2011/02/10 発売）
- 海上自衛隊東京音楽隊 - アルバム『遙かな海へ』（ユニバーサルミュージック 2013/11/06発売）
- 海上自衛隊東京音楽隊、三宅由佳莉 - アルバム『THE BEST ～DEEP BLUE SPIRITS～』（ユニバーサルミュージック 2016/06/01発売）